# La proposta (film 1998)
La proposta (The Proposition) è un film drammatico del 1998 diretto da Leslie Linka Glatter.

## Trama
Boston 1935, l'avvocato Arthur Barret è un uomo di immensa ricchezza ed alto prestigio nell'alta società cittadina ma, nonostante ciò, non può dare un figlio alla sua adorata moglie Eleanor perché sterile. Per questo motivo la coppia decide che l'unica soluzione è quella di coinvolgere una terza persona nel concepimento del bambino ed Hannibal Thurman, socio di Arthur, propone a Roger Martin, un giovane studente di legge, di prestarsi all'operazione in cambio di 25.000 dollari. Roger, dopo un tentennamento, accetta e, una sera, incontra Eleonor, continuando a frequentare la donna e finendo per innamorarsene.
Roger, folle d'amore, cerca di incontrare Eleanor, ma una sera viene aggredito e minacciato da Arthur che, per evitare un possibile scandalo e che venga svelato il patto tra lui e Roger, ordina al collega Hannibal di uccidere il ragazzo. Quando Eleanor lo scopre, a causa di un tragico incidente, subisce un aborto, rischiando anche la vita. La donna, in grave crisi e sentendosi colpevole per la morte di Roger, cerca così sempre più conforto in padre Michael McKinnon. Il sacerdote, sospettando che Arthur Barret sia responsabile della morte di Roger, inizia una serie di indagini, ma alla fine la morte viene definitivamente archiviata dalla polizia come suicidio.
Eleanor si allontana sempre di più dal marito che lei accusa dell'omicidio di Roger. Eleanor inizia a frequentare assiduamente padre Michael finché entrambi cedono alla passione: la donna rimane incinta del sacerdote e dà alla luce due gemelli. Tuttavia durante il parto, Eleanor muore a seguito di una forte emorragia. Padre Michael, subito dopo il parto, a cui è stato presente, dice ad Arthur che quei due gemelli in realtà sono suoi figli e che vuole essere il loro padre, ma, in seguito, davanti alla tomba dell'amata Eleanor, padre Michael cambia idea e decide di uscire di scena.